# Phlogacanthus pubinervius
Phlogacanthus pubinervius är en akantusväxtart som beskrevs av Thomas Anderson.
Phlogacanthus pubinervius ingår i släktet Phlogacanthus och familjen akantusväxter. Inga underarter finns listade i Catalogue of Life.